# Сеньорио-де-Молина-Альто-Тахо
Сеньорио-де-Молина-Альто-Тахо (исп. Señorío de Molina-Alto Tajo)  — район (комарка) в Испании, входит в провинцию Гвадалахара в составе автономного сообщества Кастилия — Ла-Манча.

## Муниципалитеты
1. Абланке
2. Адобес
3. Алькорочес
4. Алустанте
5. Ангита
6. Арагонсильо
7. Кастельяр-де-ла-Муэла
8. Лусон
9. Маранчон
10. Молина-де-Арагон
11. Пеньялен
12. Пералехос-де-ла-Тручас
13. Пикерас
14. Поведа-де-ла-Сьерра
15. Риба-де-Саэлисес
16. Саорехас
17. Таравилья
18. Терсага
19. Тьерсо
20. Торете
21. Торремоча-дель-Пинар
22. Ореа
23. Чека
24. Фуэмбельида